# Geschichte der Datenübertragung
Vom Anbeginn bis etwa 3500 v. Chr. und dann bis heute.

## Vor- und Frühgeschichte (vom Anbeginn bis etwa 3500 v. Chr.)
Kommuniziert wurde über Sprache und Piktogramme: Sprache ermöglichte leistungsfähigen Informationsaustausch auf kurze Distanzen; Piktogramme waren verabredete Zeichen und ermöglichten Informationsübertragung, -speicherung und -verarbeitung.

## Altertum und Frühes Mittelalter (3500 v. Chr. – 500 n. Chr.)
Die Kommunikation wurde durch die Entwicklung der Schrift (in verschiedenen Schriftsystemen) vereinfacht. Das Schreiber- und Botenwesen und die Rauch-, Feuer- und Signaltelegraphie hatten hohe Bedeutung für Politik, Militär und Wirtschaft.

## Hohes Mittelalter und Spätmittelalter (800–1500)
Nach dem Ende der Antike gab es kaum Bedarf für überregionale Kommunikation. Erst wieder in Form des Botenwesens durch Mönchsorden, Handelsbünde sowie Zünfte und Gilden entwickelt.

## Frühe Neuzeit (1500–1800)
(Wieder-)Entstehung des staatlich getragenen Postwesens mit Post im Liniendienst und überregionalen Netzen (Thurn und Taxis), Postzwang, Buchdruck; gegen Ende der Epoche: Wiedereinführung der Signaltelegraphie.

## 19. Jahrhundert
Reform des Postwesens (zunächst durch Rowland Hill (Postmann) in England, später auch in anderen Staaten); Entwicklung der elektrischen Telegraphie und des Fernsprechwesens (Telefon).

## 20. Jahrhundert
Weiterentwicklung des Fernsprechwesens, Entwicklung des funkbasierten Nachrichtenwesens: Rundfunk, Radar, Fernsehen.
Elektronische Kommunikationsmittel (E-Mail, Fax) ersetzten zunehmend den Postverkehr.

## 21. Jahrhundert
Das Internet, das Endgeräte global verbindet, ist aus Beruf und Alltag nicht mehr wegzudenken. Menschen sind mit Mobilgeräten (Handys) untereinander vernetzt.
Der steigende Datenaustausch stellt höhere Anforderungen u. a. an Verschlüsselungstechnologien. Aktuell wird u.a an Quantenkryptographie als Technologie für sicheren Datenaustausch geforscht.